# Třeština
Třeština település Csehországban, Šumperki járásban. Třeština Úsov, Dubicko, Bohuslavice, Mohelnice, Police és Stavenice településekkel határos. Lakosainak száma 399 fő (2024. január 1.).

## Népesség
A település lakosságának változását az alábbi diagram mutatja:
| Lakosok száma | 373  | 382  | 456  | 356  | 372  | 356  | 384  | 389  | 394  | 399  |
|               | 1869 | 1900 | 1921 | 1961 | 1980 | 2011 | 2016 | 2019 | 2021 | 2024 |